# Lágyalap

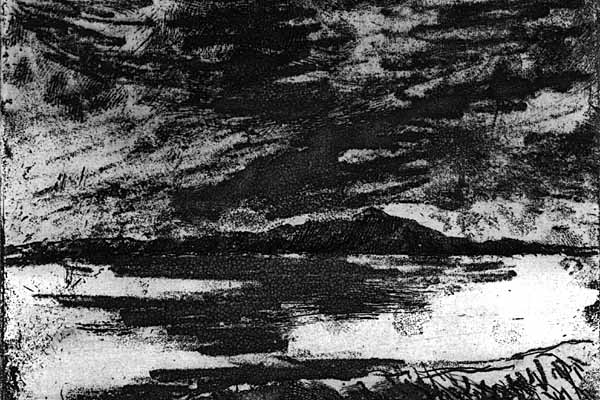
Wolfram Gothe lágyalap technikával készült nyomata, 1990

A lágyalap vagy vernis mou egy mélynyomású grafikai eljárás. A rézkarchoz hasonlóan a vonalas rajzot ebben az esetben is maratással mélyítik egy fémlemezbe. A különbség az, hogy a rajzot nem közvetlenül az alapozórétegbe karcolják, hanem lágy, képlékeny alapozóréteget használnak, amire papírt vagy textíliát fektetnek, és arra rajzolnak. Emiatt az anyag hátoldalára a vonalak mentén ráragad az alap, ami a papír vagy textília eltávolításakor felszakadozik, emiatt ezeken a helyeken a lemez csupasszá válik. Az így létrejövő vonalak lágyak, szemcsések lesznek, őrzik a felhasznált anyag textúráját, az eredmény ceruzarajzhoz hasonló hatású lesz. A lágyalap technikája jól kombinálható az aquatintával.

## Technikája
A lágy alapozóréteget úgy állítják elő, hogy a rézkarchoz használt szilárd alapozóanyaggal vazelint vagy faggyút olvasztanak össze. A lágy alapozóréteget a kissé felmelegített fémlemezre kis bőrhenger vagy labdacs segítségével viszik fel. A fémlemezt rajztáblára erősítik. A rajzot vöröskrétával felvázolják a felhasznált anyagra, rücskös papírra vagy vászonra, majd óvatosan a lemezre helyezik, és szintén a rajztáblához erősítik. Ezután következik a rajzolás, melynek során különböző keménységű, hegyességű ceruzákkal különböző erőt kifejtve rajzolják át a vázlatot, így sokfajta vonal létrehozására van lehetőség. Nem feltétlenül szükséges, hogy a vázlatot hordozó rajz legyen a lágy alapozással érintkező anyag, ez lehet egy külön réteg is, amit a vázlat alá helyeznek. Nagyobb felületek árnyalásához bőr törlőt vagy simítóeszközt is lehet használni. Ceruzával, karcolótűvel közvetlenül is lehet dolgozni az alapozórétegre, sőt, sörte- vagy drótecset is szerepet kaphat. A rajzolás után a borítást óvatosan kell leemelni, utána a maratás nagyjából a rézkarchoz hasonló módon végezhető el. Az alapozóréteg lemosása után a nyomtatás a többi mélynyomású eljárással azonos módon történik.

## Története
Lehetséges, hogy Jean-Charles François francia metsző alkalmazta először, aki a 18. század első felében ceruzarajzot utánzó grafikai eljárásokkal kísérletezett. Főleg Angliában vált népszerűvé a 18. század végén, a 19. század elején. Thomas Gainsborough, Alexander Cozens, J. M. W. Turner alkalmazta az eljárást. Franciaországban a 19. század vége felé terjedt el, többek között Pierre-Auguste Renoir készített nyomatokat lágyalap technikával.